# Stjärnor på is
Stjärnor på is var ett underhållningsprogram, skapat och producerat av TV4 som sändes i en säsong (2008). Programmet liknade Let's Dance, också det skapat och producerat av TV4. TV4 köpte formatet från det brittiska originalprogrammet Dancing on Ice och den första (och enda) säsongen sändes under hösten 2008, och vanns av Markus Fagervall. Programmet gav svenska kändisar en möjlighet att få lära sig att åka och tävla i konståkning. Serien sändes under perioden oktober-december 2008.

## Säsonger

### Säsong 1 (och enda)
- Stjärnor på is 2008, segern till Markus Fagervall och Johanna Götesson före Jesper Blomqvist och Alexandra Schauman, 3:a blev Lars Frölander och Gabrielle Sobin